# Districtul Song Dao
Song Dao (în thailandeză ส่องดาว) este un district (Amphoe) din provincia Sakon Nakhon, Thailanda, cu o populație de 32.439 de locuitori și o suprafață de 317,8 km².

## Componență
Districtul este subdivizat în 4 subdistricte (tambon), care sunt subdivizate în 46 de sate (muban).
| Nr. | Nume        | În thailandeză | Sate | Locuitori |  |
| --- | ----------- | -------------- | ---- | --------- |  |
| 1.  | Song Dao    | ส่องดาว         | 12   | 9,080     |  |
| 2.  | Tha Sila    | ท่าศิลา          | 13   | 10,379    |  |
| 3.  | Watthana    | วัฒนา           | 9    | 6,382     |  |
| 4.  | Pathum Wapi | ปทุมวาปี         | 12   | 6,598     |  |